# Massangla
Il Massangla è un torrente della val di Ledro, in Trentino; nasce dal Monte Nozzolo, percorre la Val di Croina e sfocia nel Lago di Ledro presso Pieve (dove è chiamato anche "Assat di Pieve").

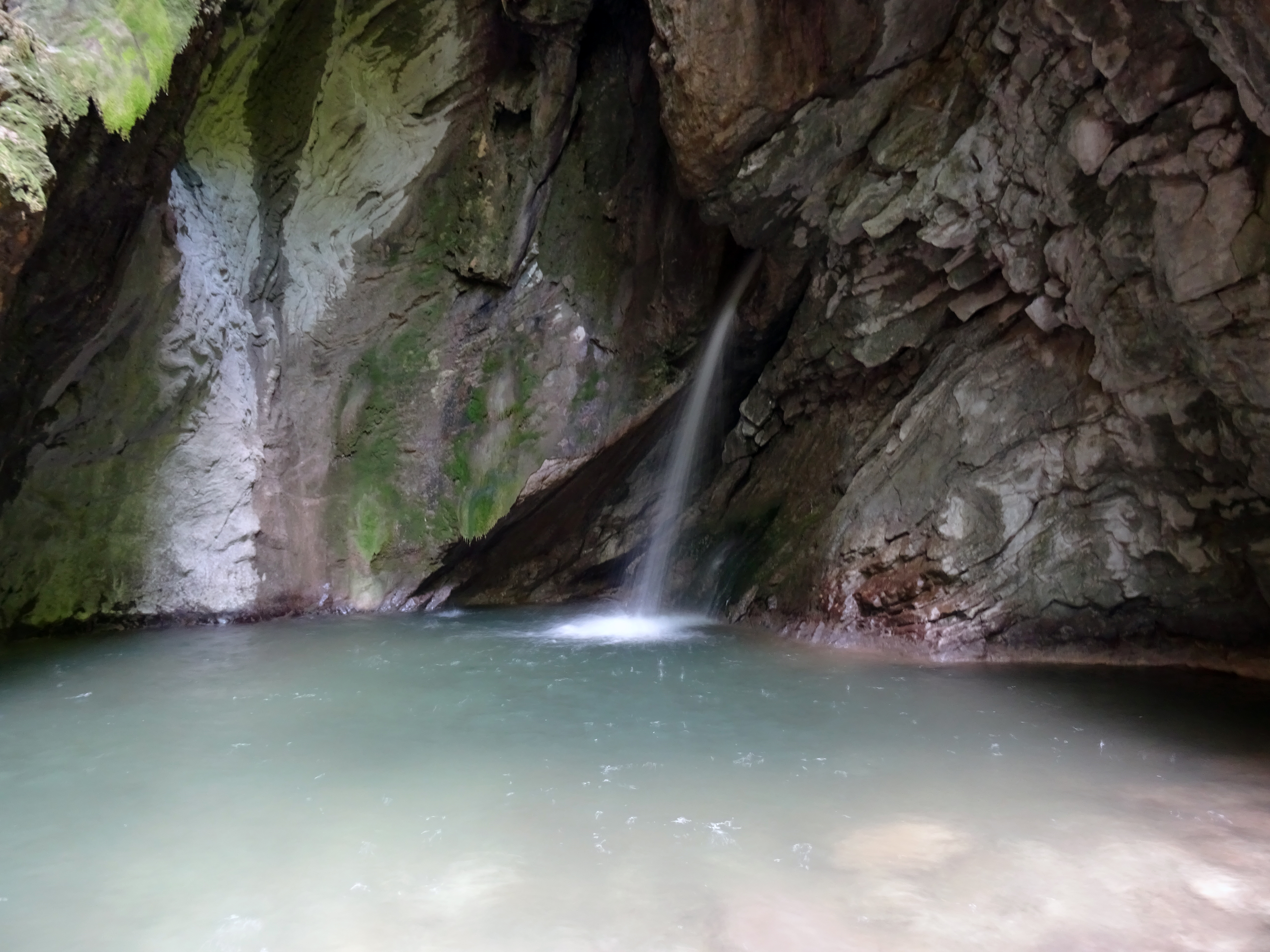
La cascata del "Gorg d'Abiss"

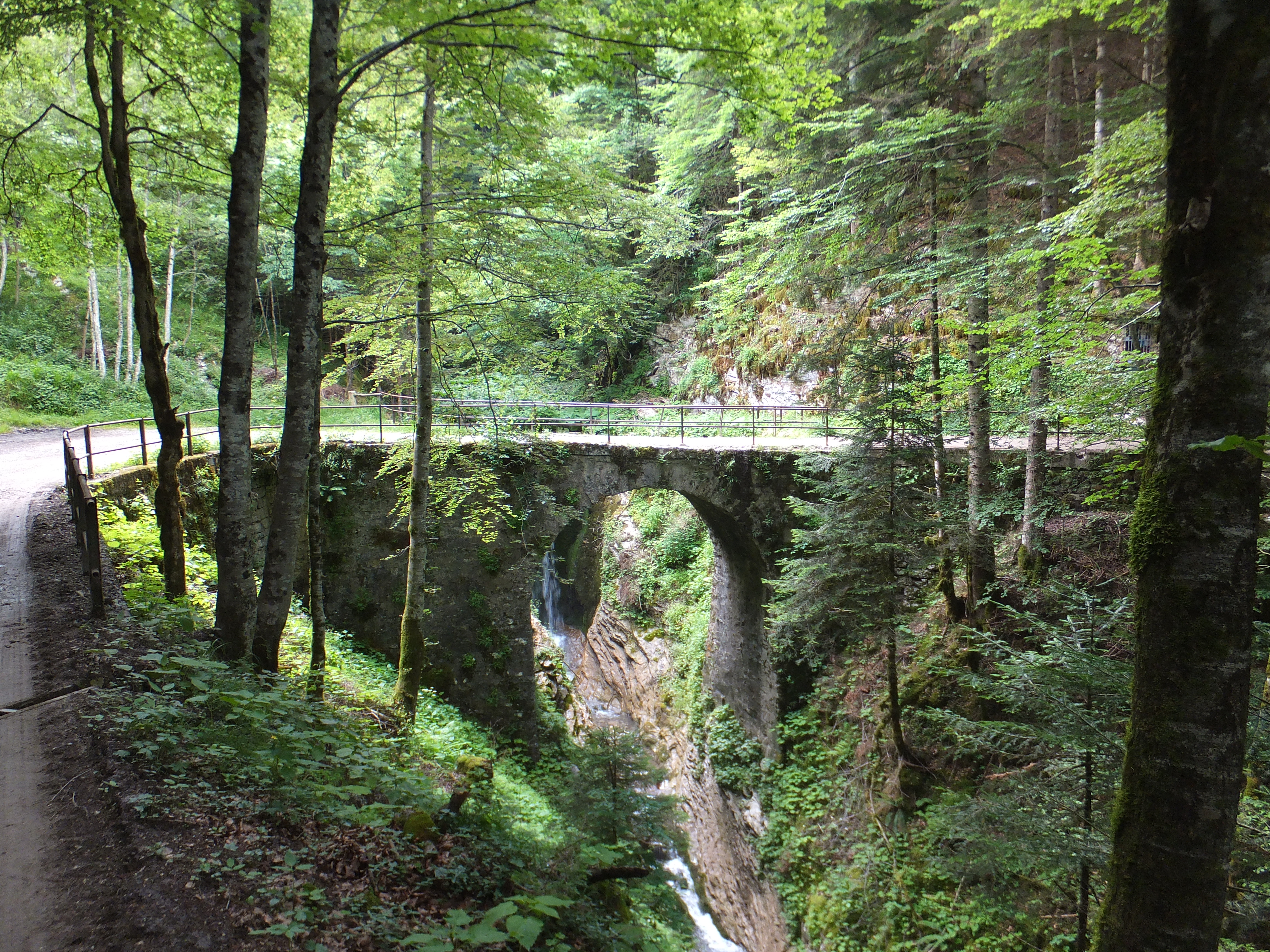
L'antico ponte sul Massangla in località Croina

Tra i suoi affluenti di destra vi sono il rio Sache, il rio (o Assat) di Santa Lucia e l'Assat di Pur; tra quelli di sinistra, il rio della Val dei Molini, l'Assat di Concei (che passa in mezzo a Bezzecca) e il rio di Pieve; a valle di Tiarno di Sotto il torrente forma la cascata del "Gorg d'Abiss".